# چارلز پره‌وین
چارلز پره‌وین (انگلیسی: Charles Previn؛ ۱۱ ژانویهٔ ۱۸۸۸–۲۱ سپتامبر ۱۹۷۳) موسیقی‌دان، آهنگساز، تنظیم‌کننده و رهبر ارکستر لهستانی‌تبار اهل ایالات متحده آمریکا بود.
وی مدرک کارشناسی خود را از «دانشگاه کرنل» و مدرک کارشناسی ارشد خود را از «دانشکدهٔ موسیقی نیویورک» دریافت کرد. کالج ایتاکا در سال ۱۹۴۷ میلادی به وی دکترای افتخاری اهدا کرد.
چارلز پره‌وین، عموی بزرگ آندره پره‌وین و استیو پره‌وین است.
پره‌وین ۷ مرتبه نامزد دریافت جایزه اسکار بود که یک مرتبه در سال ۱۹۳۷ میلادی، بابتِ موسیقی فیلم «یکصد مرد و یک دختر»، برندهٔ جایزه اسکار بهترین موسیقی فیلم شد.
او از سال ۱۹۴۵ میلادی، جایگزین ارنو راپی به عنوان رهبر ارکستر سمفونی رادیوسیتی (در تالار موسیقی رادیو سیتی) شد.

## گزیدهٔ آثار
- دو خواهر اهل بوستون (۱۹۴۶)
- شب‌های عربی (۱۹۴۲)
- همه چیز با ایو شروع شد (۱۹۴۱)
- دختر نجیب؟ (۱۹۴۱)
- جلوهٔ زیبای بهار (۱۹۴۰)
- عشق نخست (۱۹۳۹)
- دیوانهٔ موسیقی (۱۹۳۸)
- یکصد مرد و یک دختر (۱۹۳۷)
- مرد من گادفری (۱۹۳۶)